# 간 큰 가족
"간 큰 가족"은 2005년 개봉된 대한민국의 영화이며, 대한민국 영화 사상 최초로 금강산 온정각에서 촬영이 진행되었다.
김 노인의 가족들이 유산상속을 받기 위해 거짓으로 통일된 것처럼 꾸며서 벌어지는 이야기를 다루는 내용이다.

## 캐스팅
- 감우성 - 큰 아들 명석 역
- 김수로 - 작은 아들 영화감독 명규 역
- 신구 - 김 노인 역
- 김수미 - 김 노인 처 역
- 성지루 - 박 상무 역
- 신이 - 춘자 역
- 이칸희 - 명석 처 역
- 이용이 - 순임 역
- 변주연 - 명석 딸 역
- 임형준 - 조감독 역
- 이용직 - 이씨 역